# Tour de Berne féminin 2009
La 29e édition du Tour de Berne féminin a lieu le 10 mai 2009. C'est la cinquième épreuve de la Coupe du monde. Elle est remportée par l'Américaine Kristin Armstrong.

## Équipes
| Équipes féminines professionnelles (16)- Bigla - Cervélo TestTeam - Team CMAX Dila - Columbia-HTC Women - DSB Bank-Nederland Bloeit - Fenixs - Flexpoint - Gauss RDZ Ormu-Colnago - Lotto-Belisol Ladiesteam - Equipe Nürnberger Versicherung - Red Sun Cycling Team - Safi-Pasta Zara-Titanedi - SC Michela Fanini Record Rox - Gruppo Sportivo Top Girls-Fassa Bortolo-Raxy Line - USC Chirio Forno d'Asolo - Vision 1 Racing Équipes nationales (6)- Allemagne - Autriche - Canada - France - Luxembourg - Pays-Bas |
| |

## Parcours
Le circuit, long de 33,95 km avec un dénivelé de 420 m, est parcouru quatre fois. Il comporte une longue côte culminant au bout au kilomètre 11 km.

## Favorites
Emma Johansson mène la Coupe du monde devant Marianne Vos. Elles font toutes deux partie des favorites. La vainqueur sortante Susanne Ljungskog est également au départ. À cause de la distance entre le sommet de la difficulté et l'arrivée, la sprinteuse Ina-Yoko Teutenberg peut s'imposer. Nicole Cooke se présente en outsider.

## Récit de la course
Dans les deux premiers tours, Emma Pooley mène le rythme dans la côte. Dans le troisième, Claudia Häusler attaque. Elle reste échappée pendant trente kilomètres. Dans la dernière ascension, Emma Pooley attaque de nouveau. Marianne Vos passe ensuite à l'offensive. Elle est suivie par Kristin Armstrong. Le duo se départage au sprint. Kristin Armstrong s'impose de manière surprenante.

## Classements

### Classement final
| \| Classement général \| Classement général \| Classement général \| Classement général \| Classement général \| \| Coureuse \| Coureuse \| Pays \| Équipe \| Temps \| \| ------------------ \| ------------------ \| ------------------ \| ------------------------------ \| ------------------ \| \| 1re \| Kristin Armstrong \| États-Unis \| Cervélo TestTeam \| 3 h 30 min 19 s \| \| 2e \| Marianne Vos \| Pays-Bas \| DSB Bank-Nederland Bloeit \| + 0 s \| \| 3e \| Trixi Worrack \| Allemagne \| Equipe Nürnberger Versicherung \| + 47 s \| \| 4e \| Andrea Bosman \| Pays-Bas \| Leontien.nl \| + 47 s \| \| 5e \| Emma Johansson \| Suède \| Red Sun Cycling Team \| + 47 s \| \| 6e \| Grace Verbeke \| Belgique \| Lotto-Belisol Ladiesteam \| + 47 s \| \| 7e \| Susanne Ljungskog \| Suède \| Flexpoint \| + 47 s \| \| 8e \| Linda Villumsen \| Danemark \| Columbia-HTC Women \| + 47 s \| \| 9e \| Lizzie Armitstead \| Royaume-Uni \| Lotto-Belisol Ladiesteam \| + 47 s \| \| 10e \| Nicole Cooke \| Royaume-Uni \| Vision 1 Racing \| + 47 s \| |                   |             |                                |                 |
| |                   |             |                                |                 |
| Source : Cycling Quotient |                   |             |                                |                 |
| Classement général |                   |             |                                |                 |
| Coureuse | Coureuse          | Pays        | Équipe                         | Temps           |
| 1re | Kristin Armstrong | États-Unis  | Cervélo TestTeam               | 3 h 30 min 19 s |
| 2e | Marianne Vos      | Pays-Bas    | DSB Bank-Nederland Bloeit      | + 0 s           |
| 3e | Trixi Worrack     | Allemagne   | Equipe Nürnberger Versicherung | + 47 s          |
| 4e | Andrea Bosman     | Pays-Bas    | Leontien.nl                    | + 47 s          |
| 5e | Emma Johansson    | Suède       | Red Sun Cycling Team           | + 47 s          |
| 6e | Grace Verbeke     | Belgique    | Lotto-Belisol Ladiesteam       | + 47 s          |
| 7e | Susanne Ljungskog | Suède       | Flexpoint                      | + 47 s          |
| 8e | Linda Villumsen   | Danemark    | Columbia-HTC Women             | + 47 s          |
| 9e | Lizzie Armitstead | Royaume-Uni | Lotto-Belisol Ladiesteam       | + 47 s          |
| 10e | Nicole Cooke      | Royaume-Uni | Vision 1 Racing                | + 47 s          |

### Points attribués
| Position           | 1er | 2e | 3e | 4e | 5e | 6e | 7e | 8e | 9e | 10e | 11e | 12e | 13e | 14e | 15e |
| Classement général | 100 | 70 | 40 | 30 | 25 | 20 | 15 | 10 | 9  | 8   | 7   | 6   | 5   | 4   | 3   |

## Liste des participantes
| Légende | Légende                                                                    | Légende | Légende                                                    |
| ------- | -------------------------------------------------------------------------- | ------- | ---------------------------------------------------------- |
| Num     | Dossard de départ porté par le coureur sur ce Tour de Berne                | Pos     | Position à l'arrivée de la course                          |
|         | Indique un maillot de champion national ou mondial, suivi de sa spécialité | NP      | Indique un coureur qui n'a pas pris le départ de la course |
| AB      | Indique un coureur qui n'a pas terminé la course                           | HD      | Indique un coureur qui a terminé la course hors des délais |

| Flexpoint FLX | Flexpoint FLX           | Flexpoint FLX |
| ------------- | ----------------------- | ------------- |
| Num           | Coureuse                | Pos           |
| 1             | Susanne Ljungskog (SWE) | 7e            |
| 2             | Loes Gunnewijk (NED)    | 14e           |
| 3             | Saskia Elemans (NED)    | 36e           |
| 4             | Iris Slappendel (NED)   | HD            |
| 5             | Mirjam Melchers (NED)   | HD            |
| 6             | Trine Schmidt (DEN)     | HD            |

| Cervélo TestTeam CWT | Cervélo TestTeam CWT    | Cervélo TestTeam CWT |
| -------------------- | ----------------------- | -------------------- |
| Num                  | Coureuse                | Pos                  |
| 11                   | Kristin Armstrong (USA) | 1re                  |
| 12                   | Regina Bruins (NED)     | 11e                  |
| 13                   | Claudia Häusler (GER)   | 18e                  |
| 14                   | Emma Pooley (GBR)       | 23e                  |
| 15                   | Patricia Schwager (SUI) | HD                   |
| 16                   | Sarah Düster (GER)      | HD                   |

| Columbia-HTC Women TCW | Columbia-HTC Women TCW        | Columbia-HTC Women TCW |
| ---------------------- | ----------------------------- | ---------------------- |
| Num                    | Coureuse                      | Pos                    |
| 21                     | Linda Villumsen (DEN) (route) | 8e                     |
| 22                     | Kimberly Anderson (USA)       | 16e                    |
| 23                     | Luise Keller (GER) (route)    | 27e                    |
| 24                     | Katherine Bates (AUS)         | HD                     |
| 25                     | Chantal Beltman (NED)         | HD                     |
| 26                     | Emilia Fahlin (SWE) (route)   | AB                     |

| DSB Bank-Nederland Bloeit ARC | DSB Bank-Nederland Bloeit ARC | DSB Bank-Nederland Bloeit ARC |
| ----------------------------- | ----------------------------- | ----------------------------- |
| Num                           | Coureuse                      | Pos                           |
| 31                            | Marianne Vos (NED) (route)    | 2e                            |
| 32                            | Tina Liebig (GER)             | 28e                           |
| 33                            | Liesbet De Vocht (BEL)        | 33e                           |
| 34                            | Marieke van Wanroij (NED)     | HD                            |
| 35                            | Elke Gebhardt (GER)           | AB                            |
| 36                            | Angela Brodtka (GER)          | AB                            |

| Equipe Nürnberger Versicherung NUR | Equipe Nürnberger Versicherung NUR | Equipe Nürnberger Versicherung NUR |
| ---------------------------------- | ---------------------------------- | ---------------------------------- |
| Num                                | Coureuse                           | Pos                                |
| 41                                 | Trixi Worrack (GER)                | 3e                                 |
| 42                                 | Eva Lutz (GER)                     | 15e                                |
| 43                                 | Bianca Purath (GER)                | 29e                                |
| 44                                 | Suzanne de Goede (NED)             | HD                                 |
| 45                                 | Madeleine Sandig (GER)             | HD                                 |
| 46                                 | Charlotte Becker (GER)             | HD                                 |

| Bigla BCT | Bigla BCT                            | Bigla BCT |
| --------- | ------------------------------------ | --------- |
| Num       | Coureuse                             | Pos       |
| 51        | Modesta Vžesniauskaitė (LTU) (route) | 19e       |
| 52        | Veronica Andrèasson (SWE)            | 45e       |
| 53        | Jennifer Hohl (SUI) (route)          | HD        |
| 54        | Nicole Brändli (SUI)                 | AB        |
| 55        | Noemi Cantele (ITA)                  | AB        |
| 56        | Monica Holler (SWE)                  | AB        |

| Gauss RDZ Ormu-Colnago GAU | Gauss RDZ Ormu-Colnago GAU    | Gauss RDZ Ormu-Colnago GAU |
| -------------------------- | ----------------------------- | -------------------------- |
| Num                        | Coureuse                      | Pos                        |
| 61                         | Julia Martisova (RUS) (route) | 13e                        |
| 62                         | Tania Belvederesi (ITA)       | 44e                        |
| 63                         | Tatiana Antoshina (RUS)       | 48e                        |
| 64                         | Martina Corazza (ITA)         | 50e                        |
| 65                         | Chiara Bortolus (ITA)         | AB                         |
| 66                         | Eleonora Suelotto (ITA)       | AB                         |

| Red Sun Cycling Team RSC | Red Sun Cycling Team RSC                 | Red Sun Cycling Team RSC |
| ------------------------ | ---------------------------------------- | ------------------------ |
| Num                      | Coureuse                                 | Pos                      |
| 71                       | Emma Johansson (SWE)                     | 5e                       |
| 72                       | Mascha Pijnenborg (NED)                  | 32e                      |
| 73                       | Petra Dijkman (NED)                      | 41e                      |
| 74                       | Ludivine Henrion (BEL)                   | 47e                      |
| 75                       | Paulina Brzeźna-Bentkowska (POL) (route) | HD                       |
| 76                       | Laure Werner (BEL)                       | AB                       |

| Safi-Pasta Zara-Titanedi SAF | Safi-Pasta Zara-Titanedi SAF | Safi-Pasta Zara-Titanedi SAF |
| ---------------------------- | ---------------------------- | ---------------------------- |
| Num                          | Coureuse                     | Pos                          |
| 81                           | Elena Berlato (ITA)          | 25e                          |
| 82                           | Diana Žiliūtė (LTU)          | 43e                          |
| 83                           | Rasa Leleivytė (LTU)         | HD                           |
| 84                           | Eleonora Patuzzo (ITA)       | AB                           |

| Vision 1 Racing VOR | Vision 1 Racing VOR            | Vision 1 Racing VOR |
| ------------------- | ------------------------------ | ------------------- |
| Num                 | Coureuse                       | Pos                 |
| 91                  | Nicole Cooke (GBR) (route)     | 10e                 |
| 92                  | Vicki Whitelaw (AUS)           | 34e                 |
| 93                  | Christel Ferrier-Bruneau (FRA) | 37e                 |
| 94                  | Debby van den Berg (NED)       | HD                  |
| 95                  | Helen Wyman (GBR)              | AB                  |
| 96                  | Gabriella Durrin (GBR)         | AB                  |

| Lotto-Belisol Ladiesteam LLT | Lotto-Belisol Ladiesteam LLT | Lotto-Belisol Ladiesteam LLT |
| ---------------------------- | ---------------------------- | ---------------------------- |
| Num                          | Coureuse                     | Pos                          |
| 101                          | Grace Verbeke (BEL)          | 6e                           |
| 102                          | Lizzie Armitstead (GBR)      | 9e                           |
| 103                          | Lien Lanssens (BEL)          | HD                           |
| 104                          | Emma Silversides (GBR)       | HD                           |
| 105                          | Elise Depoorter (BEL)        | AB                           |
| 106                          | Kim Schoonbaert (BEL)        | AB                           |

| Team CMAX Dila DGC | Team CMAX Dila DGC      | Team CMAX Dila DGC |
| ------------------ | ----------------------- | ------------------ |
| Num                | Coureuse                | Pos                |
| 111                | Edita Pučinskaitė (LTU) | 46e                |
| 112                | Marta Vilajosana (ESP)  | 51e                |
| 113                | Alice Donadoni (ITA)    | HD                 |
| 114                | Saneila Biagi (ITA)     | HD                 |
| 115                | Arien Torsius (RSA)     | AB                 |

| USC Chirio Forno d'Asolo USC | USC Chirio Forno d'Asolo USC | USC Chirio Forno d'Asolo USC |
| ---------------------------- | ---------------------------- | ---------------------------- |
| Num                          | Coureuse                     | Pos                          |
| 121                          | Edita Ungurytė (LTU)         | HD                           |
| 122                          | Eleonora Spaliviero (ITA)    | AB                           |
| 123                          | Eglė Zablockytė (LTU)        | AB                           |
| 124                          | Daiva Tušlaitė (LTU)         | AB                           |
| 125                          | Edita Janeliūnaitė (LTU)     | AB                           |
| 126                          | Simona Frapporti (ITA)       | AB                           |

| Fenixs FEN | Fenixs FEN                 | Fenixs FEN |
| ---------- | -------------------------- | ---------- |
| Num        | Coureuse                   | Pos        |
| 131        | Svetlana Boubnenkova (RUS) | 12e        |
| 132        | Karin Aune (SWE)           | 35e        |
| 133        | Natalja Bojarskaja (RUS)   | HD         |
| 134        | Corine Hierckens (BEL)     | HD         |
| 135        | Suzie Godart (LUX)         | AB         |
| 136        | Alice Marmorini (ITA)      | AB         |

| Selle Italia Ghezzi MSI | Selle Italia Ghezzi MSI        | Selle Italia Ghezzi MSI |
| ----------------------- | ------------------------------ | ----------------------- |
| Num                     | Coureuse                       | Pos                     |
| 141                     | Fabiana Luperini (ITA) (route) | 21e                     |
| 142                     | Martine Bras (NED)             | 31e                     |
| 143                     | Oxana Kozonchuk (RUS)          | 38e                     |
| 144                     | Kaytee Boyd (NZL)              | 42e                     |
| 145                     | Sigrid Corneo (SLO)            | 49e                     |
| 146                     | Laura Bozzolo (ITA)            | HD                      |

| Gruppo Sportivo Top Girls-Fassa Bortolo-Raxy Line TOG | Gruppo Sportivo Top Girls-Fassa Bortolo-Raxy Line TOG | Gruppo Sportivo Top Girls-Fassa Bortolo-Raxy Line TOG |
| ----------------------------------------------------- | ----------------------------------------------------- | ----------------------------------------------------- |
| Num                                                   | Coureuse                                              | Pos                                                   |
| 151                                                   | Valentina Carretta (ITA)                              | 24e                                                   |
| 152                                                   | Alessandra D'Ettorre (ITA)                            | HD                                                    |
| 153                                                   | Chiara Rozzini (ITA)                                  | HD                                                    |
| 154                                                   | Jennifer Fiori (ITA)                                  | HD                                                    |
| 155                                                   | Laura Pisaneschi (ITA)                                | AB                                                    |

| Pays-Bas NED | Pays-Bas NED     | Pays-Bas NED |
| ------------ | ---------------- | ------------ |
| Num          | Coureuse         | Pos          |
| 161          | Andrea Bosman    | 4e           |
| 162          | Chantal Blaak    | 40e          |
| 163          | Suzanne van Veen | HD           |
| 164          | Lucinda Brand    | HD           |

| Allemagne GER | Allemagne GER       | Allemagne GER |
| ------------- | ------------------- | ------------- |
| Num           | Coureuse            | Pos           |
| 171           | Virginia Hennig     | HD            |
| 172           | Laura Dittmann      | HD            |
| 173           | Denise Zuckermandel | HD            |
| 174           | Stefanie Degle      | AB            |
| 175           | Franziska Merten    | AB            |

| Autriche AUT | Autriche AUT           | Autriche AUT |
| ------------ | ---------------------- | ------------ |
| Num          | Coureuse               | Pos          |
| 181          | Daniela Pintarelli     | HD           |
| 182          | Bernadette Schober     | HD           |
| 183          | Monika Schachl (route) | HD           |
| 184          | Silke Schrattenecker   | AB           |
| 185          | Viktoria Berger        | AB           |

| Canada CAN | Canada CAN             | Canada CAN |
| ---------- | ---------------------- | ---------- |
| Num        | Coureuse               | Pos        |
| 191        | Julie Beveridge        | 22e        |
| 192        | Joëlle Numainville     | 30e        |
| 193        | Carolyn Cartmill       | 39e        |
| 194        | Heather Logan-Sprenger | HD         |
| 195        | Moriah Jo McGregor     | HD         |
| 196        | Jennifer Trew          | AB         |

| Luxembourg LUX | Luxembourg LUX              | Luxembourg LUX |
| -------------- | --------------------------- | -------------- |
| Num            | Coureuse                    | Pos            |
| 201            | Christine Majerus           | 26e            |
| 202            | Anne-Marie Schmitt          | HD             |
| 203            | Nathalie Lamborelle (route) | HD             |
| 204            | Monique Ludovicy            | AB             |

| France FRA | France FRA            | France FRA |
| ---------- | --------------------- | ---------- |
| Num        | Coureuse              | Pos        |
| 211        | Edwige Pitel          | 17e        |
| 212        | Jeannie Longo (route) | 20e        |
| 213        | Eugénie Mermillod     | HD         |
| 214        | Fanny Riberot         | HD         |

| SC Michela Fanini Record Rox MIC | SC Michela Fanini Record Rox MIC | SC Michela Fanini Record Rox MIC |
| -------------------------------- | -------------------------------- | -------------------------------- |
| Num                              | Coureuse                         | Pos                              |
| 221                              | Flávia Oliveira (BRA)            | HD                               |
| 222                              | Rosane Kirch (BRA)               | HD                               |
| 223                              | Erika Vilūnaitė (LTU)            | AB                               |
| 224                              | Giulia Lazzerini (ITA)           | AB                               |
| 225                              | Alessia Quarta (ITA)             | AB                               |
| 226                              | Eleonora Soldo (ITA)             | AB                               |

| Flexpoint FLX | Flexpoint FLX           | Flexpoint FLX |
| ------------- | ----------------------- | ------------- |
| Num           | Coureuse                | Pos           |
| 1             | Susanne Ljungskog (SWE) | 7e            |
| 2             | Loes Gunnewijk (NED)    | 14e           |
| 3             | Saskia Elemans (NED)    | 36e           |
| 4             | Iris Slappendel (NED)   | HD            |
| 5             | Mirjam Melchers (NED)   | HD            |
| 6             | Trine Schmidt (DEN)     | HD            |

| Cervélo TestTeam CWT | Cervélo TestTeam CWT    | Cervélo TestTeam CWT |
| -------------------- | ----------------------- | -------------------- |
| Num                  | Coureuse                | Pos                  |
| 11                   | Kristin Armstrong (USA) | 1re                  |
| 12                   | Regina Bruins (NED)     | 11e                  |
| 13                   | Claudia Häusler (GER)   | 18e                  |
| 14                   | Emma Pooley (GBR)       | 23e                  |
| 15                   | Patricia Schwager (SUI) | HD                   |
| 16                   | Sarah Düster (GER)      | HD                   |

| Columbia-HTC Women TCW | Columbia-HTC Women TCW        | Columbia-HTC Women TCW |
| ---------------------- | ----------------------------- | ---------------------- |
| Num                    | Coureuse                      | Pos                    |
| 21                     | Linda Villumsen (DEN) (route) | 8e                     |
| 22                     | Kimberly Anderson (USA)       | 16e                    |
| 23                     | Luise Keller (GER) (route)    | 27e                    |
| 24                     | Katherine Bates (AUS)         | HD                     |
| 25                     | Chantal Beltman (NED)         | HD                     |
| 26                     | Emilia Fahlin (SWE) (route)   | AB                     |

| DSB Bank-Nederland Bloeit ARC | DSB Bank-Nederland Bloeit ARC | DSB Bank-Nederland Bloeit ARC |
| ----------------------------- | ----------------------------- | ----------------------------- |
| Num                           | Coureuse                      | Pos                           |
| 31                            | Marianne Vos (NED) (route)    | 2e                            |
| 32                            | Tina Liebig (GER)             | 28e                           |
| 33                            | Liesbet De Vocht (BEL)        | 33e                           |
| 34                            | Marieke van Wanroij (NED)     | HD                            |
| 35                            | Elke Gebhardt (GER)           | AB                            |
| 36                            | Angela Brodtka (GER)          | AB                            |

| Equipe Nürnberger Versicherung NUR | Equipe Nürnberger Versicherung NUR | Equipe Nürnberger Versicherung NUR |
| ---------------------------------- | ---------------------------------- | ---------------------------------- |
| Num                                | Coureuse                           | Pos                                |
| 41                                 | Trixi Worrack (GER)                | 3e                                 |
| 42                                 | Eva Lutz (GER)                     | 15e                                |
| 43                                 | Bianca Purath (GER)                | 29e                                |
| 44                                 | Suzanne de Goede (NED)             | HD                                 |
| 45                                 | Madeleine Sandig (GER)             | HD                                 |
| 46                                 | Charlotte Becker (GER)             | HD                                 |

| Bigla BCT | Bigla BCT                            | Bigla BCT |
| --------- | ------------------------------------ | --------- |
| Num       | Coureuse                             | Pos       |
| 51        | Modesta Vžesniauskaitė (LTU) (route) | 19e       |
| 52        | Veronica Andrèasson (SWE)            | 45e       |
| 53        | Jennifer Hohl (SUI) (route)          | HD        |
| 54        | Nicole Brändli (SUI)                 | AB        |
| 55        | Noemi Cantele (ITA)                  | AB        |
| 56        | Monica Holler (SWE)                  | AB        |

| Gauss RDZ Ormu-Colnago GAU | Gauss RDZ Ormu-Colnago GAU    | Gauss RDZ Ormu-Colnago GAU |
| -------------------------- | ----------------------------- | -------------------------- |
| Num                        | Coureuse                      | Pos                        |
| 61                         | Julia Martisova (RUS) (route) | 13e                        |
| 62                         | Tania Belvederesi (ITA)       | 44e                        |
| 63                         | Tatiana Antoshina (RUS)       | 48e                        |
| 64                         | Martina Corazza (ITA)         | 50e                        |
| 65                         | Chiara Bortolus (ITA)         | AB                         |
| 66                         | Eleonora Suelotto (ITA)       | AB                         |

| Red Sun Cycling Team RSC | Red Sun Cycling Team RSC                 | Red Sun Cycling Team RSC |
| ------------------------ | ---------------------------------------- | ------------------------ |
| Num                      | Coureuse                                 | Pos                      |
| 71                       | Emma Johansson (SWE)                     | 5e                       |
| 72                       | Mascha Pijnenborg (NED)                  | 32e                      |
| 73                       | Petra Dijkman (NED)                      | 41e                      |
| 74                       | Ludivine Henrion (BEL)                   | 47e                      |
| 75                       | Paulina Brzeźna-Bentkowska (POL) (route) | HD                       |
| 76                       | Laure Werner (BEL)                       | AB                       |

| Safi-Pasta Zara-Titanedi SAF | Safi-Pasta Zara-Titanedi SAF | Safi-Pasta Zara-Titanedi SAF |
| ---------------------------- | ---------------------------- | ---------------------------- |
| Num                          | Coureuse                     | Pos                          |
| 81                           | Elena Berlato (ITA)          | 25e                          |
| 82                           | Diana Žiliūtė (LTU)          | 43e                          |
| 83                           | Rasa Leleivytė (LTU)         | HD                           |
| 84                           | Eleonora Patuzzo (ITA)       | AB                           |

| Vision 1 Racing VOR | Vision 1 Racing VOR            | Vision 1 Racing VOR |
| ------------------- | ------------------------------ | ------------------- |
| Num                 | Coureuse                       | Pos                 |
| 91                  | Nicole Cooke (GBR) (route)     | 10e                 |
| 92                  | Vicki Whitelaw (AUS)           | 34e                 |
| 93                  | Christel Ferrier-Bruneau (FRA) | 37e                 |
| 94                  | Debby van den Berg (NED)       | HD                  |
| 95                  | Helen Wyman (GBR)              | AB                  |
| 96                  | Gabriella Durrin (GBR)         | AB                  |

| Lotto-Belisol Ladiesteam LLT | Lotto-Belisol Ladiesteam LLT | Lotto-Belisol Ladiesteam LLT |
| ---------------------------- | ---------------------------- | ---------------------------- |
| Num                          | Coureuse                     | Pos                          |
| 101                          | Grace Verbeke (BEL)          | 6e                           |
| 102                          | Lizzie Armitstead (GBR)      | 9e                           |
| 103                          | Lien Lanssens (BEL)          | HD                           |
| 104                          | Emma Silversides (GBR)       | HD                           |
| 105                          | Elise Depoorter (BEL)        | AB                           |
| 106                          | Kim Schoonbaert (BEL)        | AB                           |

| Team CMAX Dila DGC | Team CMAX Dila DGC      | Team CMAX Dila DGC |
| ------------------ | ----------------------- | ------------------ |
| Num                | Coureuse                | Pos                |
| 111                | Edita Pučinskaitė (LTU) | 46e                |
| 112                | Marta Vilajosana (ESP)  | 51e                |
| 113                | Alice Donadoni (ITA)    | HD                 |
| 114                | Saneila Biagi (ITA)     | HD                 |
| 115                | Arien Torsius (RSA)     | AB                 |

| USC Chirio Forno d'Asolo USC | USC Chirio Forno d'Asolo USC | USC Chirio Forno d'Asolo USC |
| ---------------------------- | ---------------------------- | ---------------------------- |
| Num                          | Coureuse                     | Pos                          |
| 121                          | Edita Ungurytė (LTU)         | HD                           |
| 122                          | Eleonora Spaliviero (ITA)    | AB                           |
| 123                          | Eglė Zablockytė (LTU)        | AB                           |
| 124                          | Daiva Tušlaitė (LTU)         | AB                           |
| 125                          | Edita Janeliūnaitė (LTU)     | AB                           |
| 126                          | Simona Frapporti (ITA)       | AB                           |

| Fenixs FEN | Fenixs FEN                 | Fenixs FEN |
| ---------- | -------------------------- | ---------- |
| Num        | Coureuse                   | Pos        |
| 131        | Svetlana Boubnenkova (RUS) | 12e        |
| 132        | Karin Aune (SWE)           | 35e        |
| 133        | Natalja Bojarskaja (RUS)   | HD         |
| 134        | Corine Hierckens (BEL)     | HD         |
| 135        | Suzie Godart (LUX)         | AB         |
| 136        | Alice Marmorini (ITA)      | AB         |

| Selle Italia Ghezzi MSI | Selle Italia Ghezzi MSI        | Selle Italia Ghezzi MSI |
| ----------------------- | ------------------------------ | ----------------------- |
| Num                     | Coureuse                       | Pos                     |
| 141                     | Fabiana Luperini (ITA) (route) | 21e                     |
| 142                     | Martine Bras (NED)             | 31e                     |
| 143                     | Oxana Kozonchuk (RUS)          | 38e                     |
| 144                     | Kaytee Boyd (NZL)              | 42e                     |
| 145                     | Sigrid Corneo (SLO)            | 49e                     |
| 146                     | Laura Bozzolo (ITA)            | HD                      |

| Gruppo Sportivo Top Girls-Fassa Bortolo-Raxy Line TOG | Gruppo Sportivo Top Girls-Fassa Bortolo-Raxy Line TOG | Gruppo Sportivo Top Girls-Fassa Bortolo-Raxy Line TOG |
| ----------------------------------------------------- | ----------------------------------------------------- | ----------------------------------------------------- |
| Num                                                   | Coureuse                                              | Pos                                                   |
| 151                                                   | Valentina Carretta (ITA)                              | 24e                                                   |
| 152                                                   | Alessandra D'Ettorre (ITA)                            | HD                                                    |
| 153                                                   | Chiara Rozzini (ITA)                                  | HD                                                    |
| 154                                                   | Jennifer Fiori (ITA)                                  | HD                                                    |
| 155                                                   | Laura Pisaneschi (ITA)                                | AB                                                    |

| Pays-Bas NED | Pays-Bas NED     | Pays-Bas NED |
| ------------ | ---------------- | ------------ |
| Num          | Coureuse         | Pos          |
| 161          | Andrea Bosman    | 4e           |
| 162          | Chantal Blaak    | 40e          |
| 163          | Suzanne van Veen | HD           |
| 164          | Lucinda Brand    | HD           |

| Allemagne GER | Allemagne GER       | Allemagne GER |
| ------------- | ------------------- | ------------- |
| Num           | Coureuse            | Pos           |
| 171           | Virginia Hennig     | HD            |
| 172           | Laura Dittmann      | HD            |
| 173           | Denise Zuckermandel | HD            |
| 174           | Stefanie Degle      | AB            |
| 175           | Franziska Merten    | AB            |

| Autriche AUT | Autriche AUT           | Autriche AUT |
| ------------ | ---------------------- | ------------ |
| Num          | Coureuse               | Pos          |
| 181          | Daniela Pintarelli     | HD           |
| 182          | Bernadette Schober     | HD           |
| 183          | Monika Schachl (route) | HD           |
| 184          | Silke Schrattenecker   | AB           |
| 185          | Viktoria Berger        | AB           |

| Canada CAN | Canada CAN             | Canada CAN |
| ---------- | ---------------------- | ---------- |
| Num        | Coureuse               | Pos        |
| 191        | Julie Beveridge        | 22e        |
| 192        | Joëlle Numainville     | 30e        |
| 193        | Carolyn Cartmill       | 39e        |
| 194        | Heather Logan-Sprenger | HD         |
| 195        | Moriah Jo McGregor     | HD         |
| 196        | Jennifer Trew          | AB         |

| Luxembourg LUX | Luxembourg LUX              | Luxembourg LUX |
| -------------- | --------------------------- | -------------- |
| Num            | Coureuse                    | Pos            |
| 201            | Christine Majerus           | 26e            |
| 202            | Anne-Marie Schmitt          | HD             |
| 203            | Nathalie Lamborelle (route) | HD             |
| 204            | Monique Ludovicy            | AB             |

| France FRA | France FRA            | France FRA |
| ---------- | --------------------- | ---------- |
| Num        | Coureuse              | Pos        |
| 211        | Edwige Pitel          | 17e        |
| 212        | Jeannie Longo (route) | 20e        |
| 213        | Eugénie Mermillod     | HD         |
| 214        | Fanny Riberot         | HD         |

| SC Michela Fanini Record Rox MIC | SC Michela Fanini Record Rox MIC | SC Michela Fanini Record Rox MIC |
| -------------------------------- | -------------------------------- | -------------------------------- |
| Num                              | Coureuse                         | Pos                              |
| 221                              | Flávia Oliveira (BRA)            | HD                               |
| 222                              | Rosane Kirch (BRA)               | HD                               |
| 223                              | Erika Vilūnaitė (LTU)            | AB                               |
| 224                              | Giulia Lazzerini (ITA)           | AB                               |
| 225                              | Alessia Quarta (ITA)             | AB                               |
| 226                              | Eleonora Soldo (ITA)             | AB                               |

Les dossards sont inconnus.